# BitTorrent, Inc.
Rainberry, Inc. es una empresa privada estadounidense con sede en San Francisco, California. Es responsable del desarrollo del protocolo BitTorrent y también del software µTorrent y BitTorrent, dos clientes para este protocolo. La empresa fue fundada el 23 de septiembre de 2004 por Bram Cohen y Ashwin Navin.
Actualmente, los archivos transferidos usando el protocolo BitTorrent constituyen una parte significativa de todo el tráfico en Internet.

## Productos

### BitTorrent
BitTorrent es un programa peer-to-peer desarrollado por Bram Cohen y BitTorrent, Inc. Es usado para el intercambio de archivos entre usuarios mediante el protocolo BitTorrent. BitTorrent fue el primer cliente para el protocolo homónimo. Desde el lanzamiento de la versión 6.0, dejó de ser de código abierto, al ser reemplazado por una versión modificada del cliente µTorrent. Actualmente está disponible para los sistemas operativos Microsoft Windows y Mac OS X.

### µTorrent
µTorrent (o uTorrent y abreviado como µT o uT) es un cliente BitTorrent freeware propietario desarrollado por BitTorrent, Inc. Está disponible para los sistemas operativos Microsoft Windows y Mac OS X. También está planeada una versión nativa para GNU/Linux. Todas las versiones de µTorrent están escritas en C++ y cuenta con traducciones a 54 idiomas. Está diseñado para consumir pocos recursos del ordenador y ofrecer las funcionalidades de otros clientes como Vuze o BitComet.

### BitTorrent Plus
Las versiones Plus de BitTorrent y µTorrent son versiones prémium con características adicionales que son descargadas e instaladas cuando el usuario decide mejorar su programa. Las preventas de las versiones Plus fueron anunciadas el 29 de noviembre de 2011, y la mejora del programa está disponible desde el 8 de diciembre de 2011.
Cuando un usuario actualiza a la versión Plus de BitTorrent o µTorrent se habilitan las siguientes opciones:
- Protección antivirus para los archivos .torrent adquiridos.
- Reproductor multimedia HD integrado.[7]
- Capacidad para transcodificar con códecs.
- Acceso remoto a los archivos en la biblioteca del cliente.

### BitTorrent Live (beta)
Actualmente en fase beta, BitTorrent Live fue anunciado por primera vez en septiembre de 2011, y fue probado públicamente por primera vez el 14 de octubre de 2011. La plataforma es actualmente usada para mostrar eventos en directo como actos musicales o DJs.

### Share (alpha)
Inicialmente lanzado como un servicio alpha en el cliente µTorrent para un grupo cerrado para usuarios de Microsoft Windows, Share, promocionado por BitTorrent, fue abierto al público el 5 de enero de 2012. Posicionado como una aplicación para escritorio amigable, Share usa el protocolo BitTorrent para permitir que los usuarios compartan fotos personales, archivos y vídeos en grupos privados. Desde el sitio oficial, se les ofrece a los usuarios un cliente para Windows independiente, mientras que los usuarios de Mac reciben una versión de µTorrent con Share habilitado.

### Otros productos y servicios
BitTorrent, Inc. también ofrece BitTorrent DNA (Delivery Network Accelerator), un servicio de envío de contenido basado en el protocolo BitTorrent que permite que los proveedores de contenido distribuyan su contenido usando el ancho de banda de sus usuarios.

## Licencias
Adicionalmente, BitTorrent Inc. licencia su tecnología y marcas para usuarios corporativos. El kit de desarrollo de software (SDK) para dispositivos de BitTorrent permite a los socios integrar la tecnología BitTorrent en sus productos.

## Premios y reconocimientos
En abril de 2006, BitTorrent fue seleccionado como el Red Herring 100 North America Finalist de 2006.
En junio de 2007, la compañía recibió el CNET’s 2007 Webware 100 Award.
En junio de 2007, BitTorrent fue el receptor del 2007 DCIA Innovator’s Award.
En noviembre de 2007, BitTorrent recibió el Streaming Media Readers’ Choice Award.
En mayo de 2010, BitTorrent fue reconocido como una de las “2010 Hottest San Francisco Companies” por Lead411.

## Socios
De acuerdo con el sitio web de la empresa, BitTorrent Inc. ha anunciado asociaciones con muchas compañías, incluyendo, capital de riesgo, como Accel Partners y DCM, socios tecnológicos como ESA Flash Components, NTL Incorporated, Opera Software, y socios de  dispositivos como Buffalo Technology, D-Link, I-O Data, Marvell Technology Group, Netgear, Planex Communications Inc., y  QNAP Systems Inc.